# Burg Steinenhausen
Burg Steinenhausen (auch Steinenhaus) ist eine abgegangene Befestigungsanlage in der baden-württembergischen Landeshauptstadt Stuttgart. Über die Geschichte der Burg ist nichts bekannt; ebenso ist das Aussehen der Anlage unklar. Vermutlich handelte es sich um ein Festes Haus. In älterer Literatur wurde die Anlage auch Forstburg genannt.

## Lage
Nach den Karten der Württembergischen Landesvermessung aus den 1830er Jahren war die Flur Steinenhausen ein Gebiet zwischen der Scheffel- und Steinenhausenstraße im Norden, der Gutbrodstraße im Osten und der Forststraße im Süden. Im Westen reichte das Gebiet etwa bis zur Köllestraße und der Trasse der Gäubahn. Das Gebiet wurde in den 1830er Jahren noch landwirtschaftlich genutzt und war ganz überwiegend mit Weinstöcken bepflanzt. Gerhard Wein vermutete die Burg im Bereich des Hauses Steinenhausenstraße 36. Südlich davon befindet sich der Burgspielplatz. Nach einer anderen Ansicht befand sich die Burg weiter nördlich, zwischen der Straße Hauptmannsreute, der Gauß- und der Zeppelinstraße. Nach dem Historiker Harald Schukraft wurden bei Bauarbeiten in dem Gebiet breite Grundmauern entdeckt.

## Geschichte
Mittelalterliche Urkunden, die sich direkt auf die Burg beziehen, sind nicht bekannt. Erstmals erwähnt wird die Flur Steinenhausen um 1250 als monte Steinihus. Später wird die Flur Stanihusen (1294), Stanihus (1304) und Staininhus (1393) genannt. Im 14. Jahrhundert kam die Bezeichnung Steinenhausen auf. Da Hinweise auf eine Burg fehlen, dürfte sie zu dieser Zeit nicht mehr existiert haben. Es muss sie jedoch gegeben haben, denn im Mittelalter erhielten unbewohnte Gebiete nie einen Namen mit dem Suffix -haus. Steinhäuser waren fest gebaute Häuser, die im Gegensatz zu den hölzernen Bauernhäusern ganz oder überwiegend aus Stein erbaut waren. Daher waren feste Häuser den Adligen, Patriziern und hohen Geistlichen vorbehalten. Ein Beispiel für ein festes Haus war das Alte Steinhaus in der Grabenstraße, welches wohl von Abt Bruno von Beutelsbach im 12. Jahrhundert errichtet worden war. Ein Adelsgeschlecht kann der Burg Steinenhausen nicht eindeutig zugeordnet werden. Wahrscheinlich befand sich bei der Burg noch ein gleichnamiger Burgweiler mit eigener Markung, die später in Stuttgart aufging. Da Baumaterial teuer war, wurden Burganlagen nach ihrer Aufgabe oft als Steinbruch benutzt. Der Abbruch von Burgen durch die Landbevölkerung zwecks Materialgewinnung war im Mittelalter keine Ausnahme, sondern die Regel.

## Sage
Nach einer alten Sage soll auf der Burg ein Herr von Büren gesessen haben. Dieser soll mit einer Frau von Rosenberg verheiratet und sehr geizig gewesen sein. Seine Reichtümer soll der Edelmann in einem Gewölbe unter der Burg versteckt haben. Das Ehepaar soll nur eine Tochter gehabt haben, die nach dem Tode der Eltern die Burg an Pfalzgraf Hugo von Tübingen verkauft haben soll.